# Parabezzia texensis
Parabezzia texensis är en tvåvingeart som beskrevs av Eileen D. Grogan och Wirth 1977. Parabezzia texensis ingår i släktet Parabezzia och familjen svidknott.
Artens utbredningsområde är Texas. Inga underarter finns listade i Catalogue of Life.